# Nyctemera antinorii
Nyctemera antinorii là một loài bướm đêm thuộc phân họ Arctiinae, họ Erebidae.